# Саут-Віначі (Вашингтон)
Саут-Віначі (англ. South Wenatchee) — переписна місцевість (CDP) в США, в окрузі Шелан штату Вашингтон. Населення — 1522 особи (2020).

## Географія
Саут-Віначі розташований за координатами 47°23′20″ пн. ш. 120°17′0″ зх. д. / 47.38889° пн. ш. 120.28333° зх. д. (47.388850, -120.283310).  За даними Бюро перепису населення США в 2010 році переписна місцевість мала площу 4,00 км², з яких 3,05 км² — суходіл та 0,95 км² — водойми.

## Демографія
Згідно з переписом 2010 року, у переписній місцевості мешкали 1553 особи в 460 домогосподарствах у складі 348 родин. Густота населення становила 388 осіб/км².  Було 493 помешкання (123/км²).
Расовий склад населення:
| - 50,5 % — білих - 1,4 % — корінних американців - 0,8 % — азіатів - 0,1 % — чорних або афроамериканців - 42,9 % — осіб інших рас |

До двох чи більше рас належало 4,3 %. Частка іспаномовних становила 62,7 % від усіх жителів.
За віковим діапазоном населення розподілялося таким чином: 33,9 % — особи молодші 18 років, 59,9 % — особи у віці 18—64 років, 6,2 % — особи у віці 65 років та старші. Медіана віку мешканця становила 28,2 року. На 100 осіб жіночої статі у переписній місцевості припадало 107,9 чоловіків;  на 100 жінок у віці від 18 років та старших — 105,0 чоловіків також старших 18 років.
Середній дохід на одне домашнє господарство  становив 69 014 долари США (медіана — 53 644), а середній дохід на одну сім'ю — 74 504 долари (медіана — 55 156). За межею бідності перебувало 14,9 % осіб, у тому числі 43,1 % дітей у віці до 18 років та 0,0 % осіб у віці 65 років та старших.
Цивільне працевлаштоване населення становило 893 особи. Основні галузі зайнятості: роздрібна торгівля — 23,2 %, освіта, охорона здоров'я та соціальна допомога — 16,6 %, науковці, спеціалісти, менеджери — 14,4 %, транспорт — 12,5 %.